# ادموند جنکوسکی
ادموند جنکوسکی (انگلیسی: Edmund Jankowski؛ ۲۸ اوت ۱۹۰۳ – ۱ نوامبر ۱۹۳۹) قایقران روئینگ اهل لهستان بود.
وی در مسابقات کشوری و بین‌المللی در مجموع برندهٔ ۲ مدال برنز شده‌است.